# Angelo Tarticchio
Don Angelo Tarticchio (Gallesano d'Istria, 1º gennaio 1907 – Villa di Rovigno, 16 settembre 1943) è stato un presbitero italiano.

## Biografia
Parroco di Villa di Rovigno, il 16 settembre 1943 fu arrestato da partigiani titini. Catturato insieme ad altri trenta dei suoi parrocchiani, il sacerdote venne preso di notte dai partigiani jugoslavi, insultato e incarcerato, venne condotto nel castello dei Montecuccoli a Pisino d’Istria. Dopo averlo torturato, lo trascinarono presso Baksoti (Lindaro), dove assieme a 43 prigionieri legati con filo spinato venne ucciso con una raffica di mitragliatrice e gettato nella cava di bauxite di Lindaro.
Quando un mese più tardi il corpo fu riesumato dai Vigili del fuoco di Pola, lo si trovò completamente nudo, con una corona di spine conficcata sulla testa e i genitali tagliati e conficcati nella bocca.
Il 19 giugno 2021 è stata inaugurata una targa a suo nome nei giardini di piazzale Salvatore Farina, nella zona Nord di Milano. Suscitando subito polemiche per questioni burocratiche con il Comune di Milano. Una parte della targa, là dove si diceva che era stato "infoibato dai comunisti jugoslavi di Tito", è stato sbianchettata e sostituita con "ucciso dalle milizie jugoslave di Tito". Dopo la cerimonia, la targa è stata coperta con una scritta: "Targa censurata in memoria di un martire delle foibe".
Ne è stata introdotta la causa di beatificazione, per essere stato ucciso “in odium fidei”.